# Cas Mudde
Cas Mudde (Geldrop, 3 giugno 1967) è un politologo olandese.
La sua produzione si è concentrata principalmente sul movimenti politici estremistici e populistici in Europa e negli Stati Uniti d'America. La sua ricerca ha incluso lo studio di partiti politici, l'estremismo, la democrazia, la società civile e la politica europea.

## Biografia

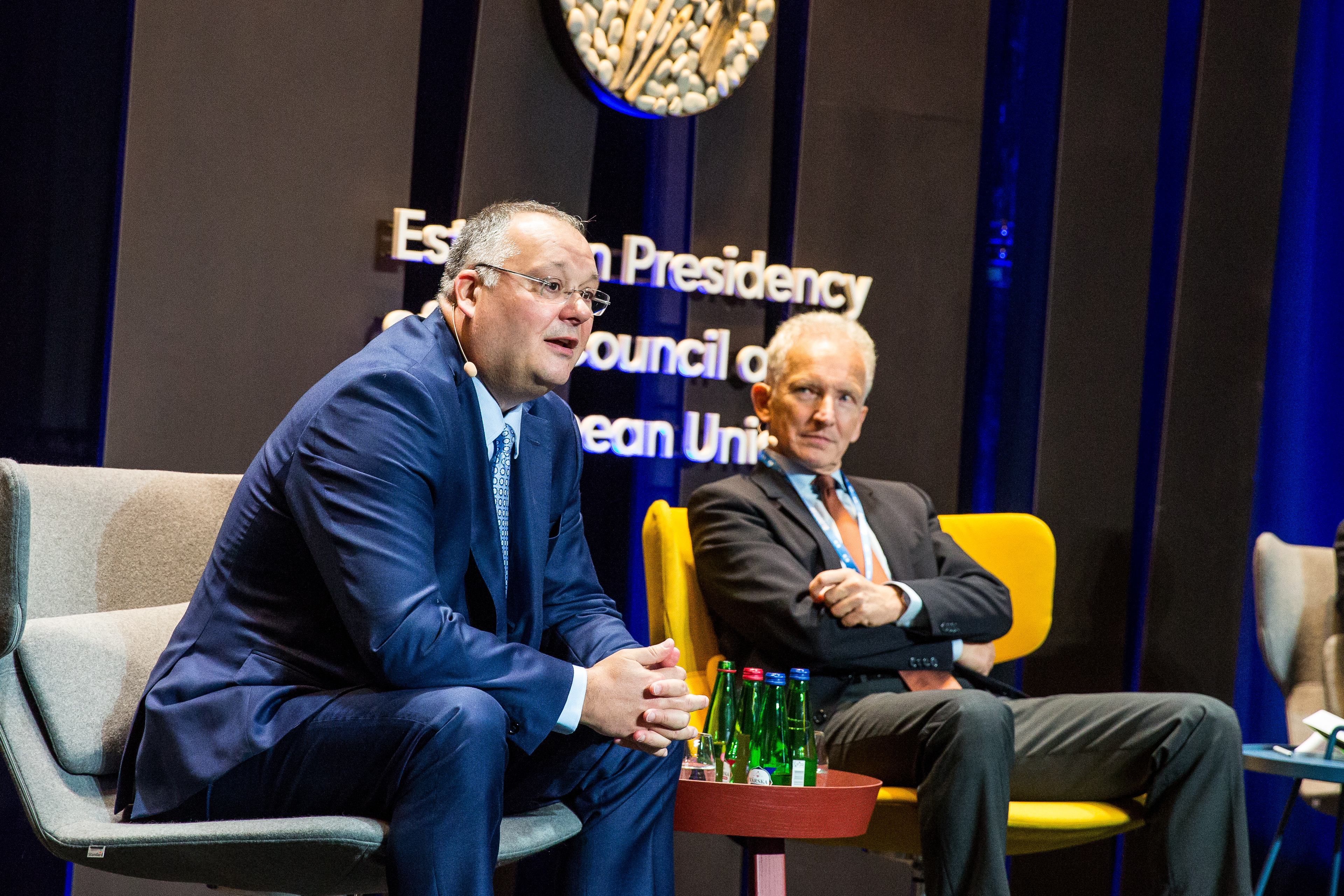
Cas Mudde durante la Conference Nation States or Member States? Reimagining the European Union organizzata dalla presidenza estone dell'UE.

È fratello di Tim Mudde, politico attivo all'interno del movimento radicale di destra nei Paesi Bassi tra gli anni ottanta del XX secolo e l'inizio del 2010; segretario del Centrumpartij '86 (CP’86).
Dal 1999 al 2002 è stato professore associato presso l'Università di Edimburgo in Scozia, e dal 2002 al 2010 è stato assistente e poi professore associato presso l'Università di Anversa in Belgio.  Dal 2010, tiene un seminario sui movimenti radicali di estrema destra in Europa presso l'Università DePauw. È professore associato di scienze politiche presso la Scuola di affari pubblici e internazionali dell'Università della Georgia.
È co-fondatore e conduttore del gruppo permanente dell'European Consortium for Political Research (ECPR), un'associazione accademica indipendente, che sostiene ed incoraggia la ricerca e la cooperazione transnazionale di diverse migliaia di accademici e ricercatori nell'ambito della scienza politica e delle discipline affini.
È membro del consiglio di amministrazione dell'International Political Science Association (IPSA) e fa parte del comitato editoriale di riviste accademiche come Acta Politica, Democracy and Security, Patterns of Prejudice, Politics in Central Europe e The Journal of Politics.
Ha scritto di numerosi libri e articoli, tra cui la nota monografia The Ideology of the Extreme Right. Nella prefazione a questo volume ringazia il fratello Tim per il rispetto che hanno ancora l'uno per l'altro nonostante "differenze di opinione".
Nel 2008 Mudde ha vinto il premio Stein Rokkan per la ricerca comparata in scienze sociali (Stein Rokkan Prize for Comparative Social Science Research).

## Opere

### Libri
- Cas Mudde, The ideology of the extreme right, Manchester New York New York, Manchester University Press, 2002, ISBN 978-1-84779-011-8.
- Cas Mudde e Roger Eatwell, Western democracies and the new extreme right challenge, London New York, Routledge, 2004, ISBN 978-0-415-36971-8.
- Cas Mudde, Racist extremism in Central and Eastern Europe, London New York, Routledge, 2005, ISBN 978-0-415-35594-0.
- Cas Mudde, Populist radical right parties in Europe, Cambridge, UK New York, Cambridge University Press, 2007, ISBN 978-0-511-34143-4. (View  Table of contents (PDF).,  Introduction (PDF)., and  Index (PDF)..)

### Altre pubblicazioni
- Cas Mudde, The populist Zeitgeist, in Government and Opposition, vol. 39, n. 4, Cambridge Journals, gennaio 2004,  pp. 541-563, DOI:10.1111/j.1477-7053.2004.00135.x.
- Cas Mudde e Luke March, What's left of the radical left? The European radical left after 1989: decline and mutation, in Comparative European Politics, vol. 3, n. 1, Palgrave Macmillan, aprile 2005,  pp. 23-49, DOI:10.1057/palgrave.cep.6110052.
- Cas Mudde e Sarah L. De Lange, Political extremism in Europe, in European Political Science, vol. 4, n. 4, Palgrave Macmillan, dicembre 2005,  pp. 476-488, DOI:10.1057/palgrave.eps.2210056.
- Cas Mudde, The populist radical right: a pathological normalcy, in West European Politics, vol. 33, n. 6, Taylor and Francis, novembre 2010,  pp. 1167-1186, DOI:10.1080/01402382.2010.508901.
- Cas Mudde e Emma Ambrose, Canadian Multiculturalism and the Absence of the Far Right, in Nationalism and Ethnic Politics, n. 21, Taylor & Francis Group, LLC, giugno 2015,  pp. 213-236, DOI:10.1080/13537113.2015.1032033.

## Onorificenze
- Stein Rokkan Prize for Comparative Social Science Research (2008)